# Josey Wales

## Carreira
Josey Wales, nome artístico de Joseph Winston Sterling (Kingston, Jamaica) é um influente cantor de reggae e dancehall.
Seu nome artístico foi tirado do personagem de Clint Eastwood no filme The Outlaw Josey Wales. Daí também seu apelido, The Outlaw.
Em 1998, Josey Wales entrou para o King SturGav Hi Fi Sound System, juntando-se a seus contemporâneos Brigadier Jerry, Charlie Chaplin e U-Roy.

## Discografia

### Álbuns
- The Outlaw (Greensleeves, 1983)
- No Way No Better Than Yard (Greensleeves, 1984)
- Undercover Lover (Power House, 1985)
- Ruling (Sonic Sounds, 1986)
- Cowboy Style (Greensleeves, 1994)